# Tränke (Wüstung)

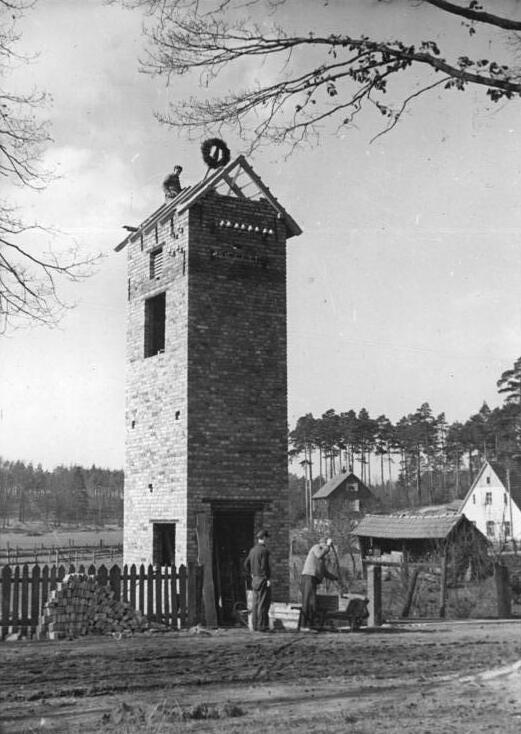
Tränke braucht Licht
Der Bau des Transformators war Anfang April 1950 fast abgeschlossen.

Tränke, obersorbisch Napojka, ist eine Wüstung südöstlich von Weißwasser in der Oberlausitz (Sachsen). Der 1732 ermöglichten Ortsgründung folgte 1768 die urkundliche Ersterwähnung. Die abgelegene Gemeinde wurde 1950 unter der Losung „Tränke braucht Licht“ ans Stromnetz angeschlossen, jedoch bereits 1962 zugunsten des NVA-Truppenübungsplatzes Nochten geräumt.
Bei den Dreharbeiten der Romanverfilmung Die Abenteuer des Werner Holt wurden 1964 viele der noch intakten Gebäude zerstört.

## Geographie
Tränke liegt rund fünf Kilometer westlich der Lausitzer Neiße in der Muskauer Heide an der alten Post- und Handelsstraße zwischen den Landstädten Muskau und Rothenburg, die sich an dieser Stelle mit der Straße vom Marktort Diehsa und der 1742 gegründeten Herrnhuter Kolonie Niesky ins schlesische Priebus kreuzte.
Die Wüstung befindet sich in einer großflächigen, ansonsten unbesiedelten Heidelandschaft, die im Norden durch Weißwasser und Weißkeißel, im Osten durch die an der Neiße gelegenen Dörfer und im Süden durch die Vorwerke von Rietschen und Daubitz begrenzt wurde. Im Westen reicht diese Landschaft, vom Dorf Haide einmal abgesehen, bis an Nochten heran.
Nahe der ehemaligen Ortslage steigt die Landschaft von 130 auf über 140 m ü. NN an, höchster Punkt ist der 171 Meter hohe Tränkeberg (rund zwei Kilometer westlich von Steinbach).
Die Angaben der Ortsfläche unterscheiden sich voneinander, im Historischen Ortsverzeichnis von Sachsen werden für die Gemarkung 61 Hektar (Stand 1895) angegeben, während Ernst Tschernik die Flächengröße der Gemeinde im Jahr 1931 mit 1357,5 ha bezifferte.

## Geschichte

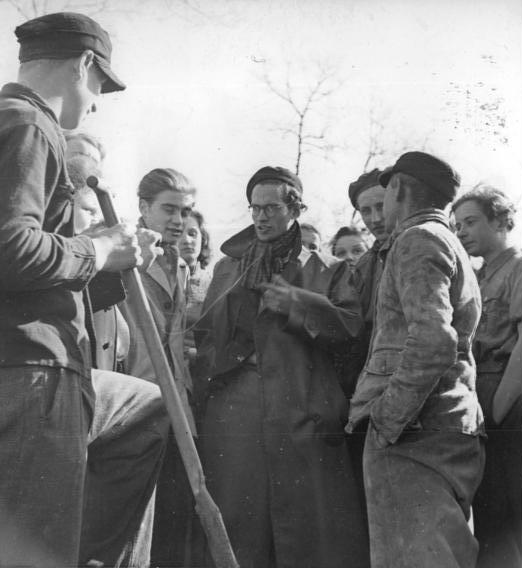
Der Bürgermeister von Tränke, Scheibe, bespricht mit freiwilligen Helfern den Arbeitseinsatz. (Originalbildunterschrift)

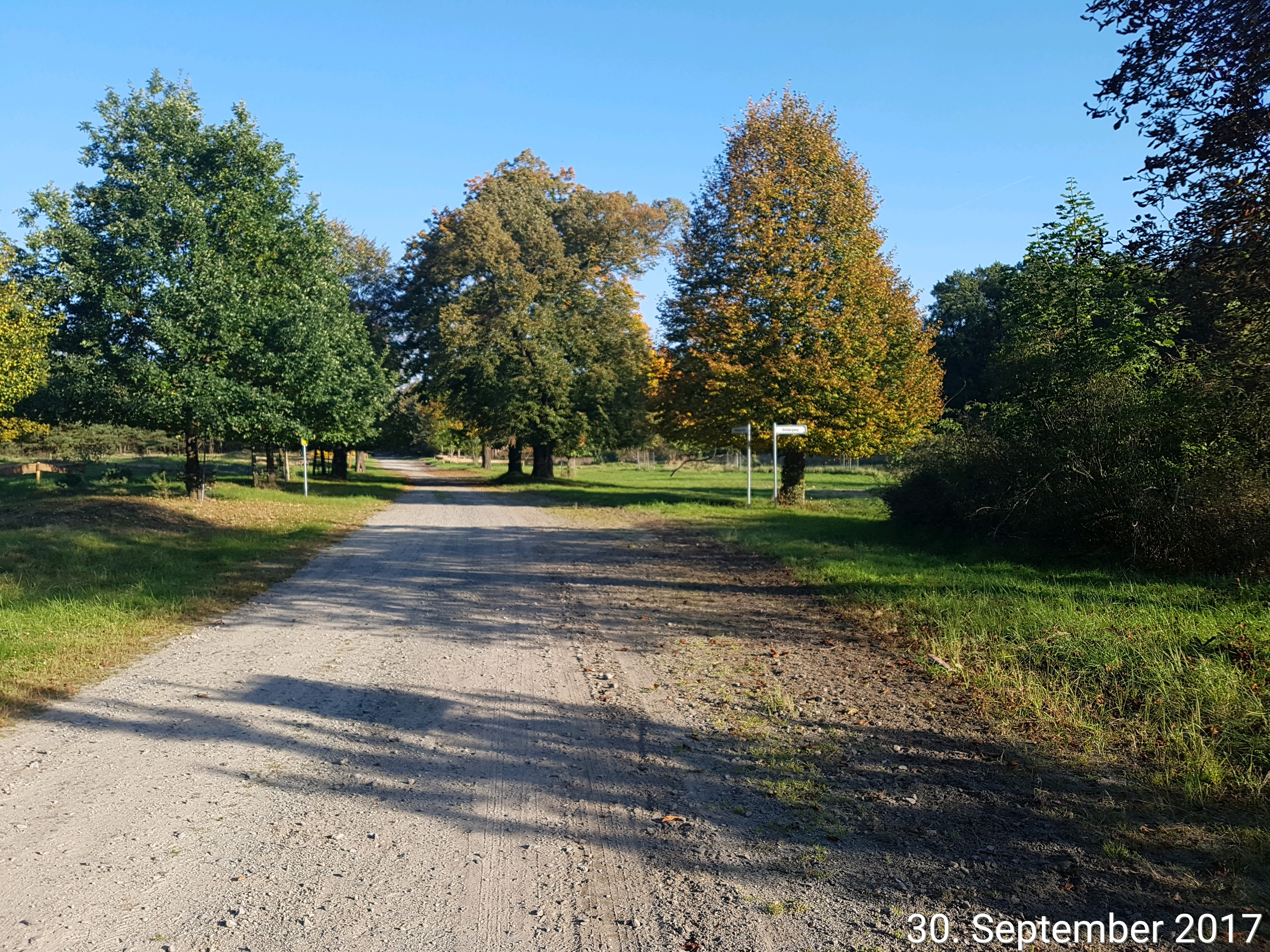
Ortsdurchfahrt 2017, Blick nach Südost

Tränke gehört zu den jüngeren Ortsgründungen in der Oberlausitz. Als sich die Region nach dem Dreißigjährigen Krieg (1618–1648) allmählich wieder erholte, entwickelte sich auf der Straße zwischen Muskau und Rothenburg reger Verkehr. Durch Muskau verlief ein Arm der Niederen Straße, die als Heeres- und Handelsstraße zwischen Leipzig und Warschau neben der durch Görlitz verlaufenden Hohen Straße (Via Regia) Städte und Märkte verband. Ein Bach an der Kreuzung der Rothenburger Straße mit der aus Daubitz über den Grenz- und Zollort Podrosche ins schlesische Priebus führenden Straße diente als Tränke für die Zugtiere der Fuhrgespanne und gab dem Ort später seinen Namen.
Der sächsische Kurfürst Friedrich August I. (der Starke) gestattete im Jahr 1732 Friedrich von Wiedebach, Besitzer des Gutes Rietschen, an der Tränke eine Schankwirtschaft zu betreiben. Nach und nach siedelten sich bei diesem Kretscham einige Häusler an, die neben der Land- von der Waldwirtschaft lebten. Aus dieser bäuerlichen Ansiedlung entstand das Dorf Tränke, das 1768 erstmals urkundlich erwähnt wurde. Beim sächsischen Landesrezess im Jahr 1777 wurden fünf Häusler gezählt, nur wenig später vergrößerte sich das Dorf durch weitere Ansiedlungen auf etwa 20 Wirtschaften.
Infolge des Wiener Kongresses lag Tränke in dem Teil der Oberlausitz, den das Königreich Sachsen 1815 an das Königreich Preußen abtreten musste. Bei der anschließenden Verwaltungsreform kam Tränke zum 1816 neu gebildeten Kreis Rothenburg.
Die Bewohner waren nach Daubitz gepfarrt, auch die Schule wurde bis 1866 dort besucht. Um den Kindern den rund acht Kilometer langen Weg zu ersparen, der in den Wintermonaten häufig beschwerlich war, wurde 1866 bei einem Bauern in Tränke ein Schulzimmer gemietet. In diesem Raum fand fortan der Unterricht statt, bis 1882 ein Schulgebäude eingeweiht werden konnte. Die von Daubitz aus organisierte Lehrerstelle in Tränke war nicht sonderlich attraktiv, bis 1938 waren 23 Lehrerwechsel zu verzeichnen.
Nach dem Zweiten Weltkrieg wurde 1950 unter der Propaganda-Losung Tränke braucht Licht von hunderten freiwilligen Helfern eine kilometerlange Freileitung nach Tränke errichtet, um das Dorf ans Stromnetz anzuschließen. Im Februar wurde dazu für Spenden aufgerufen und bereits am 1. Mai wurde das Dorf im Rahmen eines Dorffestes feierlich ans Stromnetz angeschlossen. Die Propaganda verarbeitete die Hilfsaktion entsprechend: „Mit den primitivsten Mitteln mussten die Bauern in Tränke bisher arbeiten. Der fehlende Strom verhinderte hier die Verbesserung der Arbeitsmethoden. Ab 1. Mai wird auch der Bauer in Tränke die Möglichkeit haben, durch elektrische Energie seine Arbeitsmethoden zu verbessern.“
Nachdem die NVA 1956 den Truppenübungsplatz Nochten übernommen hatte, forcierte sie seine Vergrößerung. Tränke wurde 1962 geräumt, die Gemeinde aufgelöst und nach Rietschen eingegliedert, wo sich auch die meisten Einwohner neu ansiedelten.
Das verlassene Dorf diente zwei Jahre später als Kulisse für den DEFA-Film Die Abenteuer des Werner Holt. Durch kurze Szenen anderer Drehorte wird im Film der Eindruck einer deutschen Kleinstadt vermittelt, die im Frühjahr 1945 von einer Wehrmachtskompanie verteidigt werden soll. Um eine realitätsnahe Darstellung zu erhalten, wurden während der Dreharbeiten Gebäude zerstört: Im Film reicht die Darstellung von einfallenden Dächern während des Häuserkampfes bis hin zu russischen Panzern, die durch einzelne Gebäude hindurchfahren.
Das letzte Gebäude zerstörte die Armee in den achtziger Jahren. Nach der Übernahme des Truppenübungsplatzes durch die Bundeswehr wurde der Übungsbetrieb in der früheren Ortslage eingestellt. Überdachungen schützen noch vorhandenes Mauerwerk aus Raseneisenstein.

### Bevölkerungsentwicklung
| Jahr | Einwohner |
| ---- | --------- |
| 1825 | 94        |
| 1863 | 89        |
| 1871 | 107       |
| 1885 | 106       |
| 1905 | 89        |
| 1919 | 99        |
| 1925 | 100       |
| 1939 | 90        |
| 1946 | 99        |
| 1950 | 117       |
| 1962 | 110       |

Ein dauerhaftes Bevölkerungswachstum in Tränke ist nur während der Phase der Ansiedlung von Vertriebenen aus dem Vogtland gegen Ende des 18. Jahrhunderts feststellbar. Während man 1777 noch fünf Häuslerwirtschaften verzeichnete, wurden 1825 bei der preußischen Volkszählung 94 Einwohner erfasst.
Vom frühen 19. Jahrhundert bis zur Räumung des Dorfes im Jahr 1962 schwankt die gemessene Bevölkerungsgröße (bis auf wenige Ausnahmen) etwa zwischen 90 und 110 Einwohnern.
Bei seinen Untersuchungen zur Aufstellung einer Statistik über die Sorben in der Oberlausitz berücksichtigte Arnošt Muka Tränke in den 1880er Jahren nicht, da der Ort zu dieser Zeit außerhalb der sorbischen Sprachgrenze lag.